# 1946年6月29日日食
1946年6月29日日食是一次日偏食，發生於1946年6月29日（西半球大多為6月28日）。新月當天（即朔日），地球上觀測到月球和太阳的角距離極小，此時月球如果恰好在月球交點附近，穿過太阳和地球之間，與地球、太阳接近一直線，則會出現日食。由於月球偏北或偏南，本影及偽本影從地球以北或以南經過而未接觸地表，只有半影覆蓋了地球北端或南端部分區域，形成日偏食。此次日偏食月球偏北，出現在北歐西北半部、北美洲北部及周邊部分地區。
通常每年有2次日食，而1946年共有4次，全都是日偏食。本次日食是其中第三次，距上一次日食，1946年5月30日僅1個月。

## 日食概況

### 出現區域
本次日偏食可在北歐西北半部、蘇格蘭北部、格陵兰中北部、加拿大北部看到。其中欧洲大多在6月29日看到日食，北美洲大多在6月28日看到日食，而格陵兰的部分處於極晝的區域日食從6月28日深夜持續到6月29日凌晨。

### 基本參數
- 類型：日偏食
- 食分最大處（位於格陵兰西部）資料：
  - 時間：1946年6月29日3:51:30
  - 地點：66°36′N 50°48′W / 66.6°N 50.8°W
  - 食分：0.1802（日食帶內最大）[3]

## 相關的日食

### 1942-1946年的日食
月球交替位於相對的月球交點時，以半個交點年（食年），即約177天又4小時間隔出現下列日食。
註：1942年3月16日和1942年9月10日的日偏食屬於上一組交點年系列。1946年5月30日和1946年11月23日的日偏食屬於下一組交點年系列。
| 升交點   | 升交點                   |          | 降交點                  | 降交點 |
| 沙羅周期 | 地圖                     | 沙羅周期 | 地圖                    |        |
| 115      | 1942年8月12日 偏食（南） | 120      | 1943年2月4日 全食       |        |
| 125      | 1943年8月1日 環食        | 130      | 1944年1月25日 全食      |        |
| 135      | 1944年7月20日 環食       | 140      | 1945年1月14日 環食      |        |
| 145      | 1945年7月9日 全食        | 150      | 1946年1月3日 偏食（南） |        |
| 155      | 1946年6月29日 偏食（北） |          |                         |        |

### 沙羅周期
沙羅周期長度為18年11天。本次日食屬於沙羅周期155，共包含71次日食，依次為1928年6月17日至2054年9月2日的8次日偏食、2072年9月12日至2649年8月30日的33次日全食、2667年9月10日至2703年10月3日的3次全環食（亦稱混合食）、2721年10月13日至3064年5月8日的20次日環食、3082年5月20日至3190年7月24日的7次日偏食，總共歷時1262.11年。其中最長的全食發生於2162年11月7日，共持續4分5秒。
下表列舉了20、21世紀屬於該周期的日食，是第1至10次：
| 1             | 2             | 3             |
| ------------- | ------------- | ------------- |
| 1928年6月17日 | 1946年6月29日 | 1964年7月9日  |
| 4             | 5             | 6             |
| 1982年7月20日 | 2000年7月31日 | 2018年8月11日 |
| 7             | 8             | 9             |
| 2036年8月21日 | 2054年9月2日  | 2072年9月12日 |
| 10            |               |               |
| 2090年9月23日 |               |               |

## 資料來源
1. ↑  樊忠玉. . 中国天文科普网.   [2016-03-26]. （原始内容存档于2014-09-17）.
2. ↑  Fred Espenak. . NASA Eclipse Web Site.   [2016-03-26]. （原始内容存档于2020-10-20）.（英文）
3. ↑  Fred Espenak. . NASA Eclipse Web Site.   [2016-03-26]. （原始内容存档于2020-10-22）.（英文）
4. ↑  Fred Espenak. . NASA Eclipse Web Site.（英文）

## 外部連結
- NASA日食專頁（页面存档备份，存于）（英文）
- 可見區域圖和時間統計：由弗雷德·埃斯佩納克做出的日食預報，NASA/GSFC
  - 貝塞爾元素

| \| \| 日食 \|                             |                              |                                            |
| 上一次日食： 1946年5月30日日食 （日偏食） | 1946年6月29日日食 （日偏食） | 下一次日食： 1946年11月23日日食 （日偏食） |
| 上一次日偏食： 1946年5月30日日食          | 1946年6月29日日食 （日偏食） | 下一次日偏食： 1946年11月23日日食          |
|                                           | 日食                         |                                            |